# Dimanche d'Amérique

Dimanche d'Amérique est un film québécois documentaire de court-métrage réalisé par Gilles Carle, sorti en 1961. 

## Synopsis
Un dimanche de détente comme les autres, tel qu'il est vécu par les habitants de Little Italy, le quartier italien de Montréal.

## Fiche technique
- Titre original : Dimanche d'Amérique
- Titre anglais One Sunday in Canada
- Réalisation  : Gilles Carle
- Scénario : Bill Davies
- Recherches et commentaire : Arthur Lamothe
- Chansons : « Kalena Rock » et « Peccato Rock » composées et interprétées par Antonio Caticchio, arrangées par Domenico Furiano
- Photographie : Guy Borremans
- Son : Claude Pelletier, Joseph Champagne
- Mixage: Ron Alexander
- Montage son : Bernard Bordeleau
- Montage : Werner Nold
- Avec la collaboration : Georges Dufaux, Louis Portugais, François Séguillon, Jean Roy et Bernard Gosselin
- Production : Jacques Bobet
- Société de production et de distribution : ONF
- Pays de production :  Canada (Québec)
- Format : couleurs ; 35 mm
- Langue d'origine : français
- Genre : documentaire expérimental
- Durée : 9 minutes 28 secondes

## Autour du film
L'endroit de Montréal montré dans le film est le quartier de Little Italy, en particulier la rue Dante et l'Eglise Notre-Dame de la Défense.